# Tsuneyasu Miyamoto
Tsuneyasu Miyamoto (n. 7 februarie 1977) este un fost fotbalist japonez.

## Statistici
| Japonia | Japonia | Japonia |
| An      | Meciuri | Goluri  |
| ------- | ------- | ------- |
| 2000    | 2       | 0       |
| 2001    | 3       | 0       |
| 2002    | 11      | 0       |
| 2003    | 10      | 0       |
| 2004    | 19      | 2       |
| 2005    | 15      | 1       |
| 2006    | 11      | 0       |
| Total   | 71      | 3       |